# Савана передгір'їв Південно-Західної Аравії
Савана передгір'їв Південно-Західної Аравії (ідентифікатор WWF: AT1320) — афротропічний екорегіон пустель і склерофітних чагарників, розташований на південному заході Аравійського півострова, на території Саудівської Аравії, Ємену та Оману.

## Географія
Екорегіон охоплює середні висоти гірських хребтів, розташованих на південному заході Аравійського півострова, зокрема гір Хіджаз та Асір в Саудівській Аравії, гір Сарават в Смені та гір Дофар у південно-західному Омані.
Високогір'я цих гірських хребтів виділяють у окремий регіон гірських рідколісь Південно-Західної Аравії. Із заходу і півдня екорегіон обмежений регіоном прибережних склерофітних чагарників Південно-Західної Аравії, який охоплює прибережну смугу між Червоним морем і Аденською затокою та передгір'ями Аравії. Між саваною передгір'їв Аравії та гіперпосушливою Аравійською пустелею в центральній частині півострова розташований екорегіон червономорських Нубо-Синдських тропічних пустель і напівпустель. 
Гори піднімаються над Червоним морем і Аденською затокою серією уступів. Висота гір зменшується на північ і схід, а найвищі гірські вершини розташовані на південному заході Ємену. Скелі екорегіону переважно сформовані докембрійськими гірськими породами, зокрема гранітами, гнейсами і сланцями. Місцями вони перекриваються більш молодими вулканічними породами. Гори Хадрамаут і Дофар сформовані осадовими породами, зокрема вапняками, мергелями, пісковиками, бокситами, евапоритами, сланцями, турбідітами та конгломератами, які перекривають старші докембрійські магматичні та метаморфічні породи.

## Клімат
В межах екорегіону переважає тропічний пустельний клімат, а на найвищих вершинах — тропічний напівпустельний клімат. Середня температура влітку становить 20-35 °C, взимку 10 °C, на найвищах вершинах взимку трапляються морози і випадає сніг. Середньорічна кількість опадів переважно становить менше 250 мм, хоча на південному сході регіону може становити 600-800 мм. Найбільше опадів випадає у квітні-липні та у вересні-жовтні. Влітку в прибережних районах Аравійського моря часто відбувається апвелінг (підйом глибинних вод у верхні шари океану), що призводить до охолодження повітряних мас та формування туманів. Внаслідок цього південні схили гір в Дофарі та південному Ємені мають більш прохолодний і вологий клімат. Також цьому сприяють південно-західні мусони, відомі як хариф, які влітку приносять дощі і грози. Однак в тих частинах гір, що перебувають в дощовій тіні, опадів набагато менше.

## Флора
Основними рослинними угрупованнями екорегіону є листопадні колючі рідколісся, напіввічнозелені рідколісся, чагарники та сухі луки. Рослинність змінюється залежно від висоти над рівнем моря, кількості опадів і ґрунтів.
На висоті до 1000 м над рівнем моря переважають акацієво-комміфорові рідколісся, дерева яких скидають листя під час посухи, та колючі чагарникові зарості. В них переважають акації з роду Vachellia та комміфори (Commiphora spp.). На східних схилах гір комміфори часто відсутні, а натомість переважають різні види акацій. В цих невисоких лісах ростуть такі дерева, як жовта акація (Vachellia flava), абіссинська акація (Vachellia abyssinica), медоносна акація (Senegalia mellifera), зонтична акація (Vachellia tortilis), африканське миррове дерево (Commiphora myrrha), абіссинське миррове дерево (Commiphora habessinica), арабське бальзамове дерево (Commiphora gileadensis), а також Vachellia etbaica, Senegalia hamulosa Commiphora kataf. Серед інших дерев і кущів, що ростуть в цих рідколіссях, слід відзначити кілька видів молочаю (Euphorbia cuneata та Euphorbia triaculeata), вишневу гревію (Grewia tenax), дрібноцвітий гібіск (Hibiscus micranthus), сенегальський майтенус (Gymnosporia senegalensis), мелханію Дерема (Melhania denhamii), борошнисту кадабу (Cadaba farinosa), арабську босцію (Boscia arabica), гладкий аденіум (Adenium obesum), ладанне дерево (Boswellia sacra), африканський тропічний каштан (Sterculia africana), Maerua crassifolia, Dobera glabra, а також різні види алое (Aloe spp.) та барлерії (Barleria spp.).
На висоті до 1800 м над рівнем моря продовжуються акацієво-комміфорові ліси. У цих високогірних лісах переважають зонтичні акації (Vachellia tortilis), арабські бальзамові дерева (Commiphora gileadensis), африканські миррові дерева (Commiphora myrrha), арабські моринги (Moringa peregrina), волохаті гревії (Grewia villosa), пурпурові кадії (Cadia purpurea),  карандові сливи (Carissa edulis) та африканські кордії (Cordia africana), а також Senegalia asak, Vachellia etbaica Searsia tripartita, Dobera glabra, Euphorbia cuneata та Terminalia brownii.
У сухих долинах ваді, по яким час від часу протікають сезонні водні потоки, ростуть бреонардії (Breonadia salicina), африканські кордії (Cordia africana), лавролисті мімузопси (Mimusops laurifolia) та різновид фікусів Ficus vasta. У деяких ваді на західних схилах гір, де вода тече протягом всього року, зокрема в районі гори Файфа, ростуть прадавні вічнозелені лавролисті мімузопси. Ці дерева досягли величезних розмірів і є найбільшими в Саудівській Аравії.
На висоті від 1800 до 2200 м над рівнем моря ростуть напіввічнозелені рідколісся, в яких переважають оливкоподібні барбеї (Barbeya oleoides) та африканські маслини (Olea europaea subsp. cuspidata). Ці ліси формують перехідну зону між акацієво-комміфоровими рідколіссями на нижчих висотах та ялівцевими лісами у високогір'ях, що належать до екорегіону гірських рідколісь Південно-Західної Аравії.
Загалом флора саван передгір'їв Південно-Західної Аравії багато в чому схожа на флору тропічної Східної Африки. Акацієво-коміфорні ліси характерні для сухих східноафриканських низовин і передгір'їв, а на високих горах Східної Африки росте багато з тих видів, що зустрічаються в горах Аравії. Екорегіон також вирізняється високим ендемізмом — тут росте близько 110 ендемічних видів рослин. У цій гарячій точці біорізноманіття, особливо в Ємені, рослинний ендемізм часто пов'язаний із терасовим ландшафтом. Вологі гірські тераси є притулком для багатьох видів рослин і тварин у переважно посушливому ландшафті.

## Фауна
Серед поширених в екорегіоні видів ссавців слід відзначити звичайного каракала (Caracal caracal), звичайного шакала (Canis aureus), смугасту гієну (Hyaena hyaena), звичайну лисицю (Vulpes vulpes), звичайну генету (Genetta genetta), білохвосту мангусту (Ichneumia albicauda), піщанку Сундеваля (Meriones crassus),  капського зайця (Lepus capensis), капського дамана (Procavia capensis) та індійського їжатця (Hystrix indica). Тут зустрічаються рідкісні аравійські вовки (Canis lupus arabs) та аравійські леопарди (Panthera pardus nimr). Характерним представником екорегіону є гамадрил (Papio hamadryas). Близько 150 особин цього виду мешкають на схилах гори Джабаль-Бура в західному Ємені. Раніше в регіоні зустрічався азійський гепард (Acinonyx jubatus venaticus), однак наразі він вимер. Серед плазунів регіону слід відзначити ендемічного єменського варана (Varanus yemenensis).
Низка видів птахів є ендеміками гір Південно-Західної Аравії. Серед таких птахів слід відзначити чорногорлого кеклика (Alectoris philbyi), єменську кропив'янку (Curruca buryi), єменського дрозда (Turdus menachensis), аравійську тинівку (Prunella fagani), аравійського астрильда (Estrilda rufibarba), єменського щедрика (Crithagra menachensis) та єменську чечітку (Linaria yemenensis). Серед інших місцевих видів птахів слід відзначити чорноголового кеклика (Alectoris melanocephala), аравійського дятла (Dendrocopos dorae), єменську кам'янку (Oenanthe lugentoides), аравійського горобця (Passer euchlorus), аравійську кропив'янку (Curruca leucomelaena), аравійського щедрика (Crithagra rothschildi) та єменську армілку (Rhynchostruthus percivali).
Гори Аравійського півострова відіграють важливу роль у відпочинку таких рідкісних перелітних птахів, як степові чайки (Vanellus gregarius) та марокканські ібіси-лисоголови (Geronticus eremita). Скелі цих гір є домом для великих хижих птахів, таких як білоголові сипи (Gyps fulvus), кафрські орли (Aquila verreauxii) та шахіни (Falco peregrinus pelegrinoides).

## Збереження
Екорегіон саван передгір'ів Південно-Західної Аравії був заселений протягом тисячоліть. Люди почали займатися осілим землеробством в регіоні понад 5000 років тому. Вони створювали поля на гірських терасах та на берегах гірських струмків. Гори також використовуються для випасу худоби — корів, овець, кіз та верблюдів. Внаслідок тривалого антропогенного тиску лісовий покрив екорегіону був значною мірою деградований. Його площа зменшилася внаслідок надмірної вирубки, перевипасу худоби та перетворення на сільськогосподарські угіддя, особливо в околицях міст.
Близько 1,37 % площі екорегіону є заповідними територіями. Природоохоронні території включають: Національний парк Асір, Гірський заповідник Шада та Природний заповідник Райдах в Саудівській Аравії.